# Hàm successor
Trong toán học, hàm successor hay phép successor (tiếng Anh: Successor function hay Successor operation) tăng một số tự nhiên đến số tiếp theo. Hàm successor được ký hiệu là S, do đó S(n) = n + 1. Ví dụ, S(1) = 2 và S(2) = 3. Hàm successor là một trong những thành phần cơ bản được sử dụng để xây dựng một hàm đệ quy nguyên thủy.
Các phép successor còn được gọi là zeration trong bối cảnh hyperoperation bậc 0: H0(a, b) = 1 + b. Trong bối cảnh này, phần mở rộng của zeration là phép cộng, được định nghĩa là successor lặp.

## Tổng quát
Phép successor là một phần của ngôn ngữ hình thức được sử dụng để phát biểu các tiên đề Peano, giúp chính thức hóa cấu trúc của các số tự nhiên. Trong cách hình thức hóa này, hàm successor là một phép toán nguyên thủy trên các số tự nhiên, trong đó các số tự nhiên chuẩn và phép cộng được xác định. Ví dụ: 1 được định nghĩa là S(0) và phép cộng trên các số tự nhiên được định nghĩa đệ quy bằng:
| m + 0    | = m,        |
| m + S(n) | = S(m + n). |
Điều này có thể được sử dụng để tính phép cộng hai số tự nhiên bất kỳ. Ví dụ: 5 + 2 = 5 + S(1) = S(5 + 1) = S(5 + S(0)) = S(S(5 + 0)) = S(S(5)) = S(6) = 7.
Một số cấu trúc của các số tự nhiên trong lý thuyết tập hợp đã được đề xuất. Ví dụ, John von Neumann xây dựng số 0 là tập rỗng {} và số kế tiếp của n, S(n), là tập n ∪ {n}. Tiên đề về vô hạn sau đó đảm bảo sự tồn tại của một tập hợp chứa 0 và là đóng đối với S. Tập hợp nhỏ nhất như vậy được ký hiệu là N và các phần tử của nó được gọi là số tự nhiên.
Hàm successor là nền tảng cấp 0 của hệ thống phân cấp Grzegorczyk của hyperoperation, được sử dụng để xây dựng phép cộng, phép nhân, lũy thừa, tetration, v.v. Nó được nghiên cứu vào năm 1986 trong một cuộc điều tra liên quan đến việc tổng quát hóa mẫu cho dãy phép toán.
Nó cũng là một trong những hàm nguyên thủy được sử dụng để mô tả đặc tính của khả năng tính toán bằng các hàm đệ quy.